# Hemixos
Hemixos és un dels gèneres d'ocells, de la família dels picnonòtids (Pycnonotidae).

## Llistat d'espècies
Segons el Congrés Ornitològic Internacional (versió 13.2, 2023), aquest gènere conté 4 espècies:
- Hemixos leucogrammicus - bulbul ratllat.
- Hemixos flavala - bulbul cendrós.
- Hemixos cinereus - bulbul cineri.
- Hemixos castanonotus - bulbul castany.

Tanmateix, el Handook of the Birds of the World i la quarta versió de la BirdLife International Checklist of the birds of the world (desembre 2019), compten que Alophoixus té cinc espècies, car consideren que una subespècie del bulbul cineri (A. cinereus connectens) ha de ser considerat una espècie separada:
- Hemixos connectens - bulbul alaverd.